# Berlindis van Meerbeke

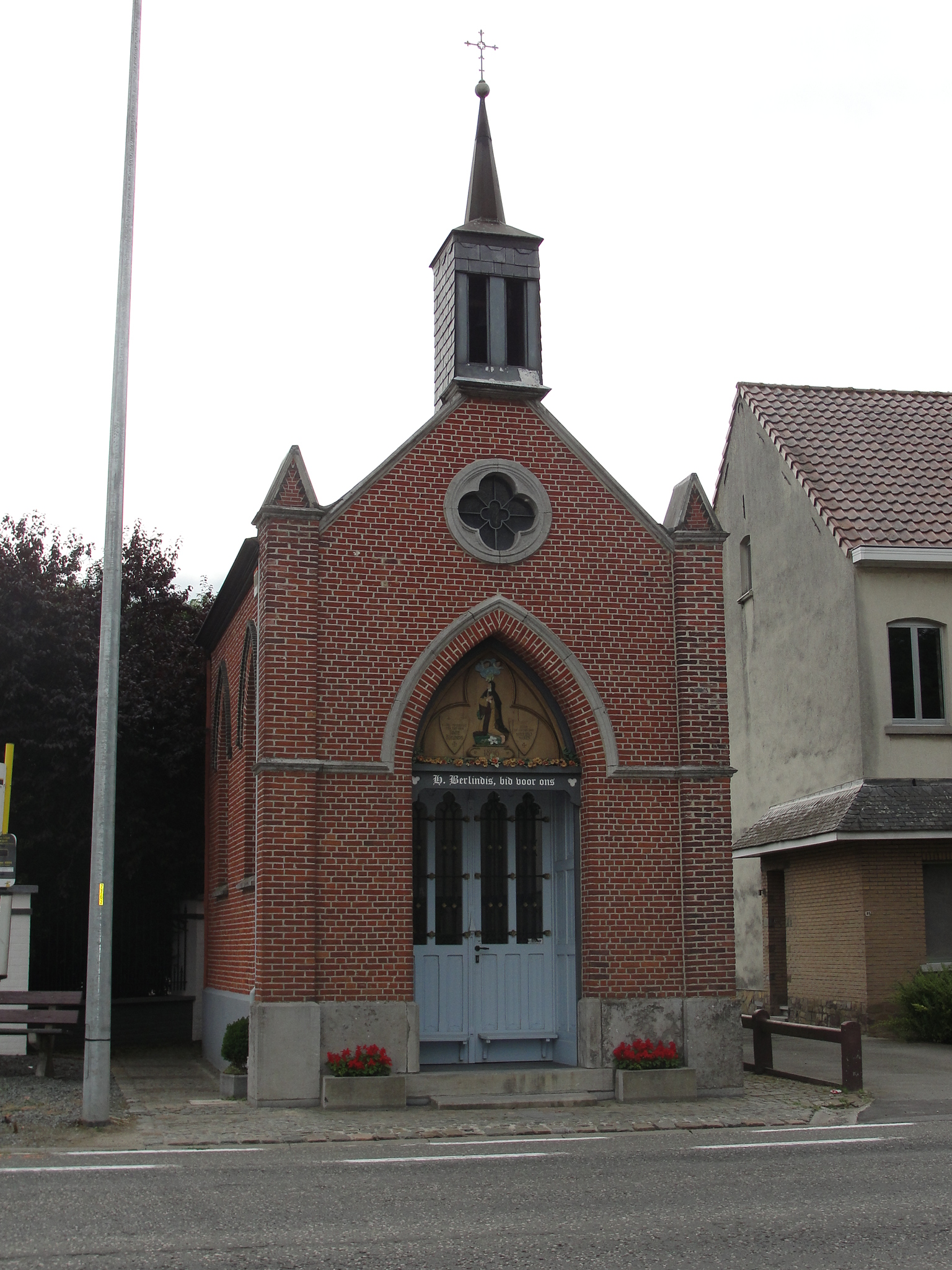
De Heilige Berlindiskapell langs de Halsesteenweg in Meerbeke

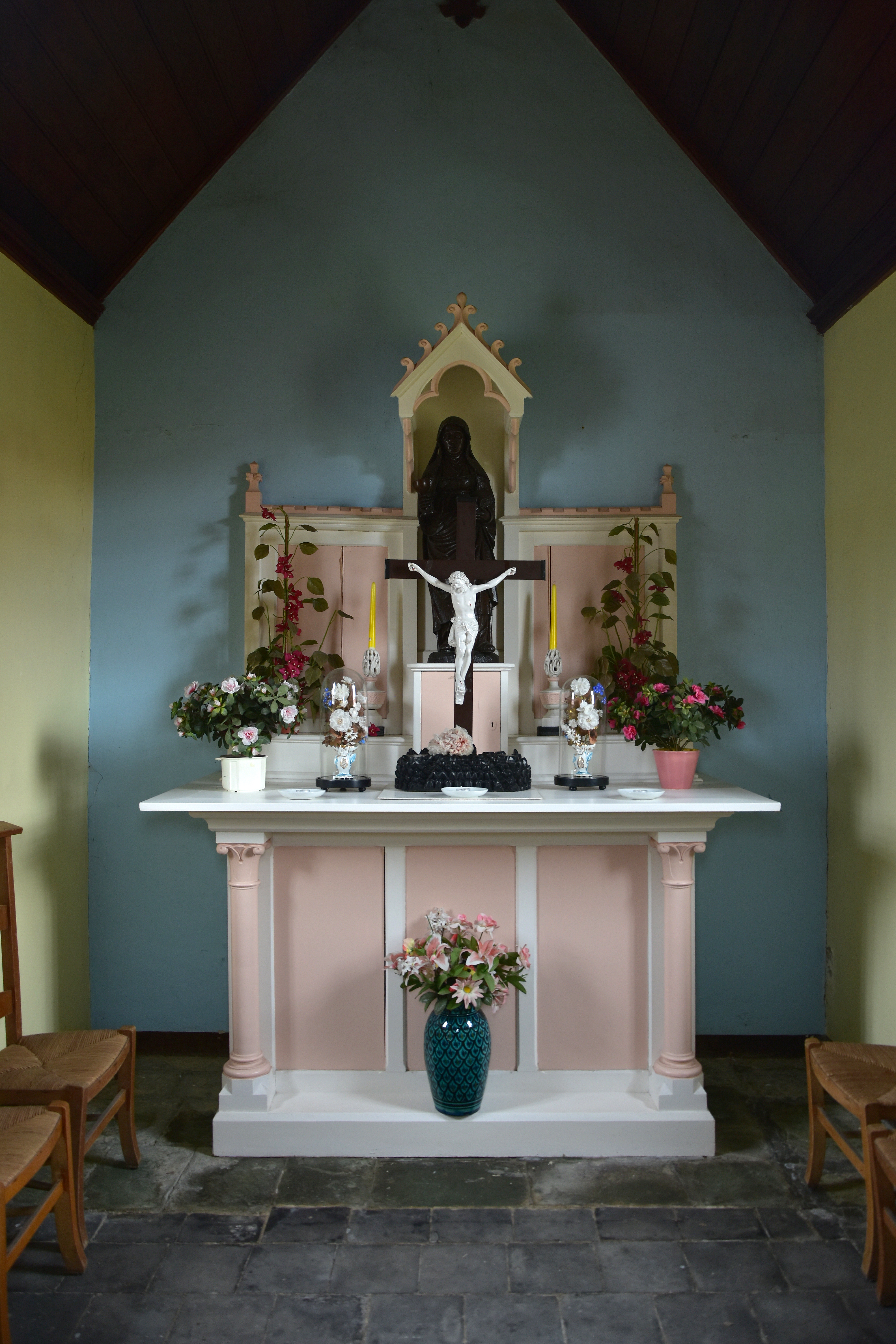
Berlindis in haar kapel op de Dries 't Nelleken te Sint-Kwintens-Lennik

De heilige Berlindis, Berlinde of Berlende is een Brabantse heilige die voornamelijk wordt vereerd in Meerbeke.

## Legende
Volgens de Vita S. Berlendis, geschreven tussen 1049-1051 door abt Hugo van Lobbes (1033-1053), was Berlinde een dochter van Odelard, graaf in de Brabantgouw ten tijde van hertog Witger van Lotharingen. Haar moeder wordt door de hagiograaf geïdentificeerd met de heilige Nona van Meerbeke, een nicht van de heilige Amandus.
Berlinde werd door haar melaatse vader onterfd, nadat hij zag dat ze zijn drinkbeker reinigde vooraleer er zelf van te drinken. In een vlaag van woede maakte hij al zijn bezittingen over aan de abdij van Nijvel. Berlinde vond vervolgens een onderkomen in een klooster te Moorsel. Na het overlijden van haar vader keerde ze terug naar Meerbeke. Ze verbleef van dan af samen met enkele andere zusters in de Sint-Pieterskerk die door haar vader werd gesticht.
Volgens de traditie overleed zij in 702 of 698.

## Historisch onderzoek
Berlinde behoort tot de groep van de zogenaamde 'faux caroliens', heiligen met een verzonnen Karolingische verwantschap. In de vita kreeg 'Witger' een anachronistische hertogtitel en is sprake van een klooster in Moorsel dat wellicht nooit heeft bestaan (de enige andere bron erover, het leven van Goedele, is eveneens onbetrouwbaar en geeft compleet andere informatie over het klooster).
Sommige historici veronderstellen dat de heilige Berlinde waarschijnlijk niet in de 7e eeuw leefde zoals haar vita voorhoudt, maar wellicht in de periode na de verdrijving van de Noormannen (omstreeks 900). Haar vader Odelard was wellicht een krijgsheer van paltsgraaf Wigerik († 922/923) en zou tussen 919-924 overleden zijn. De heilige Berlinde stierf 17 jaar na de dood van haar vader, waarschijnlijk dus tussen 936-941. De relatie met historische personages uit het Merovingische tijdvak zou derhalve gefingeerd zijn.

## Cultus
- Als iconografisch attribuut wordt de heilige meestal voorgesteld met een kelk in de hand, verwijzend naar de drinkbeker van haar vader.
- De heilige Berlinde is de beschermheilige van de bomen en wordt aangeroepen tegen veeziekten. Haar feestdag valt op 3 februari.

## Tekstedities van de vita
- WikiSource: Vita sanctae Berlendis
- Patrologia Latina van Jacques Paul Migne: Vita Sanctae Berlendis

## Voetnoten
1. ↑  Robert Stein, Brabant en de Karolingische dynastie. Over het ontstaan van een historiografische traditie , in: 'Bijdragen en Mededelingen betreffende de Geschiedenis der Nederlanden, 1995, nr. 3, p. 329-351
2. ↑  F. J. Van Droogenbroeck, Paltsgraaf Wigerik van Lotharingen, inspiratiebron voor de legendarische graaf Witger in de Vita Gudilae, in: Eigen Schoon en De Brabander, nr. 93, 2010, p. 113-136
3. ↑  Van Droogenbroeck, 'Hugo van Lobbes', 649-684.